# Paul Elvstrøm
Paul Bert Elvstrøm (Hellerup, 1928. február 25. – Hellerup, 2016. december 7.) négyszeres olimpiai bajnok dán vitorlázó.
Egyike annak a hat személynek, aki sorozatban négy olimpián lett olimpiai bajnok egyéni versenyszámban (a többiek: a vitorlázó Ben Ainslie, az úszó Michael Phelps, a birkózó Icsó Kaori, és két atléta, Carl Lewis távolugrásban, Al Oerter diszkoszvetésben).

## Sportpályafutása
1948 és 1988 között nyolc olimpián vett részt. 1948-ban, 1952-ben, 1956-ban és 1960-ban finn dingiben olimpiai bajnok lett sorozatban négyszer. Ezt követően az 1968-as mexikóvárosi olimpián csillaghajóban, 1972-ben Münchenben solingban, 1984-ben Los Angelesben és 1988-ban Szöulban tornádóban állt rajthoz, de érmet nem szerzett.
Világbajnokságokon 1957 és 1985 között 11 aranyérmet és két-két ezüst- illetve bronzérmet nyert különböző hajóosztályokban.
1996-ban az évszázad sportolójává választották Dániában.

## Bibliográfia
- Elvstrom, Paul. Expert Dinghy and Keelboat Racing, 1967, Times Books, ISBN 0-8129-0054-5
- Elvstrom, Paul. Elvström Speaks on Yacht Racing, 1970, One-Design & Offshore Yachtsman Magazine, ISBN 0-8129-0134-7
- Elvstrom, Paul. Elvström Speaks -- to His Sailing Friends on His Life and Racing Career, 1970, Nautical Publishing Company, ISBN 0-245-59851-0
- Paul Elvström Explains the Yacht Racing Rules, First edition 1969, title updated to Paul Elvstrom Explains the Racing Rules of Sailing: 2005–2008 Rules. Updated four-yearly in accordance with racing rules revisions, various authors and publishers. ISBN 0-07-145626-0